# Спирино (Алтайский край)
Спирино — упразднённый посёлок в Шипуновском районе Алтайского края. На момент упразднения входил в состав Новоивановского сельсовета. Исключен из учётных данных в 1983 году.

## География
Располагался на западном берегу одноимённого озера, на расстоянии приблизительно 8,5 км (по-прямой) к востоку от села Порожнее.

## История
Основан в 1923 г. В 1928 году посёлок Спиринский состоял из 92 хозяйств. В административном отношении являлся центром Спиринского сельсовета Шипуновского района Рубцовского округа Сибирского края.
Решением Алтайского КИКа от 11 ноября 1983 года № 381 населённый пункт, исключен из учётных данных.

## Население
По данным переписи 1926 года в поселке проживало 500 человек (231 мужчина и 269 женщин), основное население — русские